# ウィリアム・ブレイク・リッチモンド

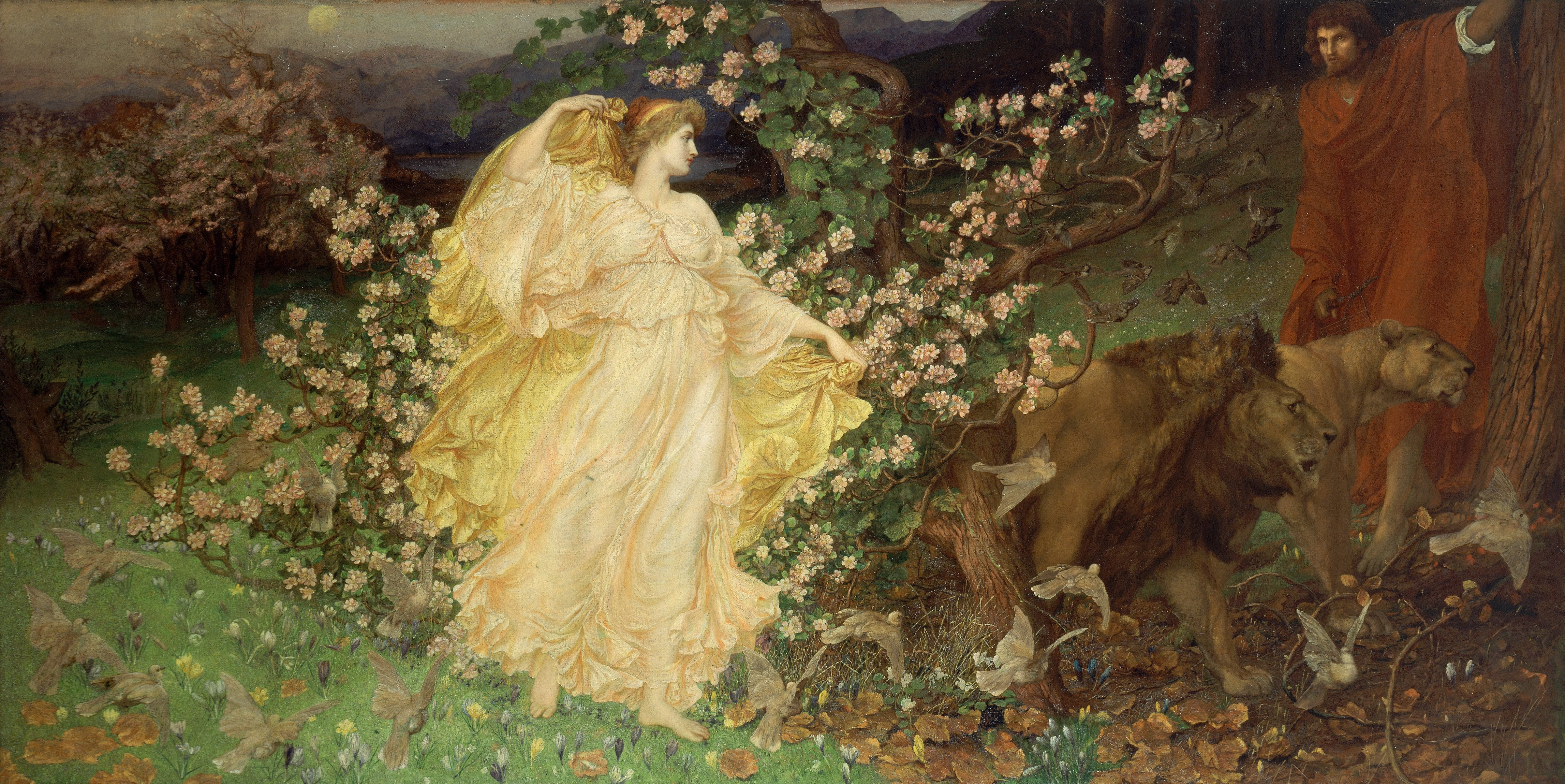
リッチモンド作 「ヴィーナスとアンキーセース」(部分)(1889/1890)　ウォーカー・アート・ギャラリー

リッチモンドのデザインによるセント・ポール大聖堂の天井装飾

ウィリアム・ブレーク・リッチモンド（Sir William Blake Richmond RA、1842年11月29日 - 1921年2月11日）は、イギリスの画家、工芸家である。肖像画やモザイクによる建築装飾、ステンドグラス制作の分野などで働いた。セント・ポール大聖堂のモザイク装飾などで知られている。

## 略歴
ロンドン中心部のメリルボーンで生まれた。多くの芸術家を輩出した一族の出身で、父親のジョージ・リッチモンド（George Richmond RA: 1809–1896）は高名な肖像画家で、祖父のトーマス・リッチモンド（Thomas Richmond: 1771-1837）はミニアチュール画家で、祖父と同名の叔父（Thomas Richmond: 1802-1874）も肖像画家として知られていた。
14歳でロイヤル・アカデミー・オブ・アーツの美術学校に入学し3年間学んだ。ジョン・ラスキン（1819-1900）の個人指導も受け、1859年に自分の絵が売れた資金で数週間、ラスキンとローマに旅し、イタリアの巨匠たちの作品を研究した。ミケランジェロやティントレット、ジョット・ディ・ボンドーネといった画家の作品から影響を受けたとされる。
1864年に最初の結婚をするが翌年妻が亡くなり、再びローマに旅し、3年から4年間ローマに滞在した。1867年に再婚しイタリアやアルジェリアで暮らし、1870年にイギリスに戻った。1879年から1883年の間はオックスフォード大学の美術の教授職も務めた。
イギリスで肖像画家などとして成功し、1888年ロイヤル・アカデミー・オブ・アーツの準会員に選ばれた。
経済的にも成功したことで、新たな分野に取り組むようになり、大きなサイズの寓意画に取り組み、ステンドグラスやモザイクのデザインを始めた。
1891年から、セント・ポール大聖堂の内部装飾に着手し、1904年まで、職人たちとともにステンドグラスやモザイク装飾を制作した.。
1895年にロイヤル・アカデミー・オブ・アーツの正会員に選ばれた。1895年にバス勲章を受勲し、1897年にナイトの称号を得た。1899年から1901年まで、王立バーミンガム芸術家協会の会長も務めた。
1921年にロンドン西部のハマースミスで亡くなった。
子供のうちハーバート・ウィリアム・リッチモンド（Herbert William Richmond: 1871-1946）は有名な海軍将校になり、アーネスト・テータム・リッチモンド（Ernest Tatham Richmond: 1874-1955）は建築家として知られている。

## 作品

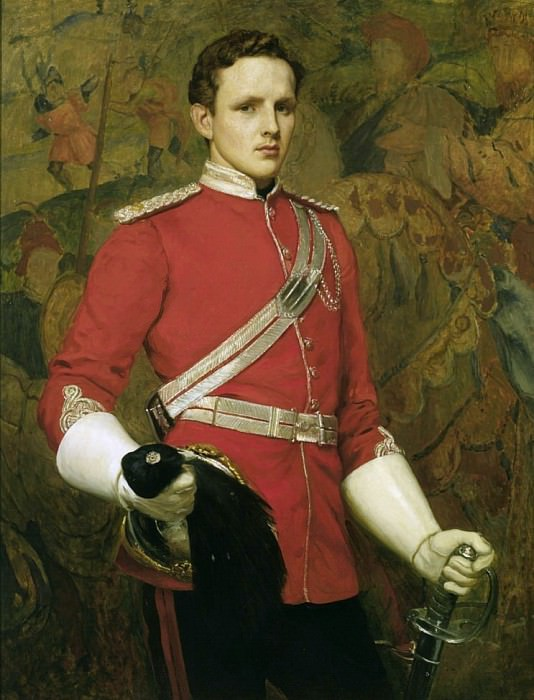
第4代ソールズベリー侯爵の肖像画 (1882)
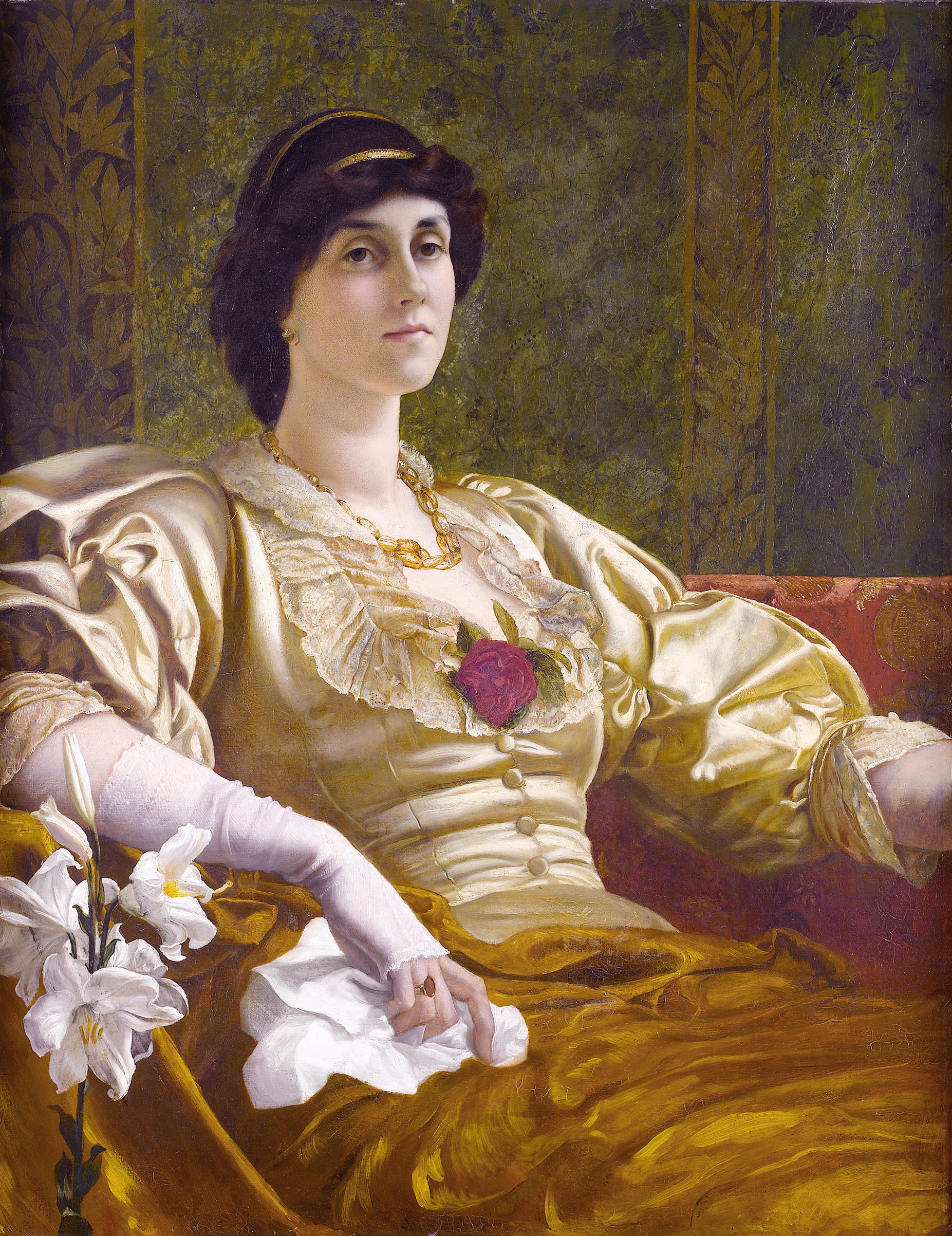
Ethel Bertha Harrison(女性運動家)
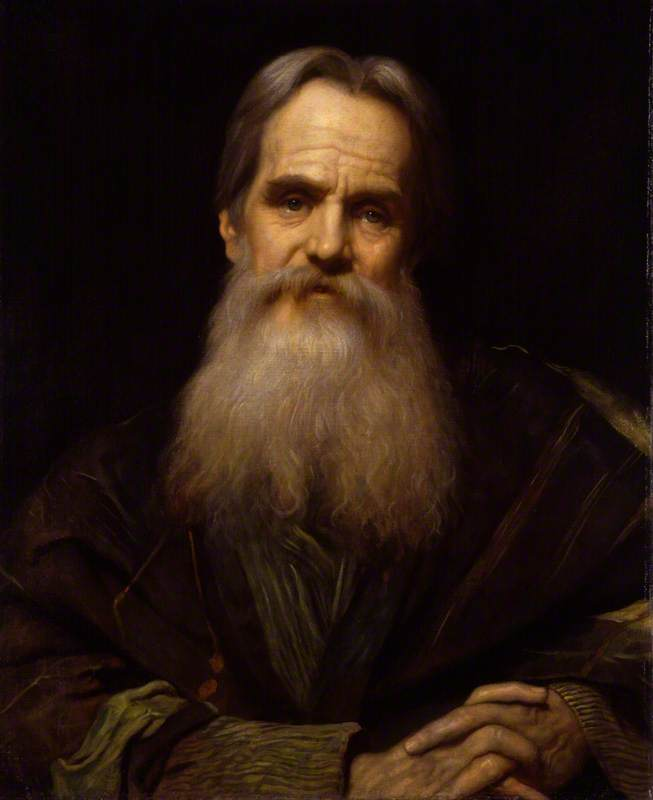
ウィリアム・ホルマン・ハント(画家) ナショナル・ポートレート・ギャラリー
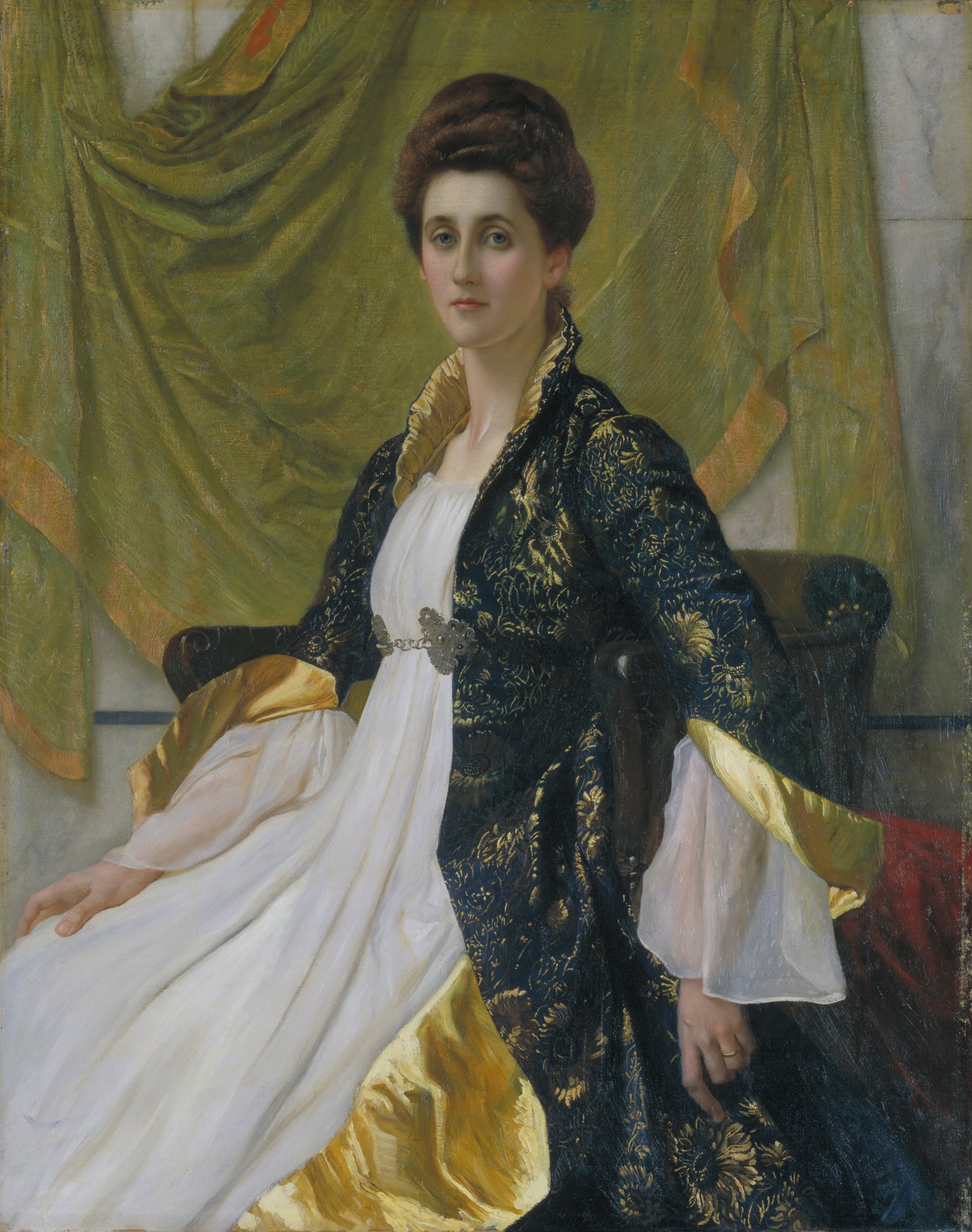
肖像画
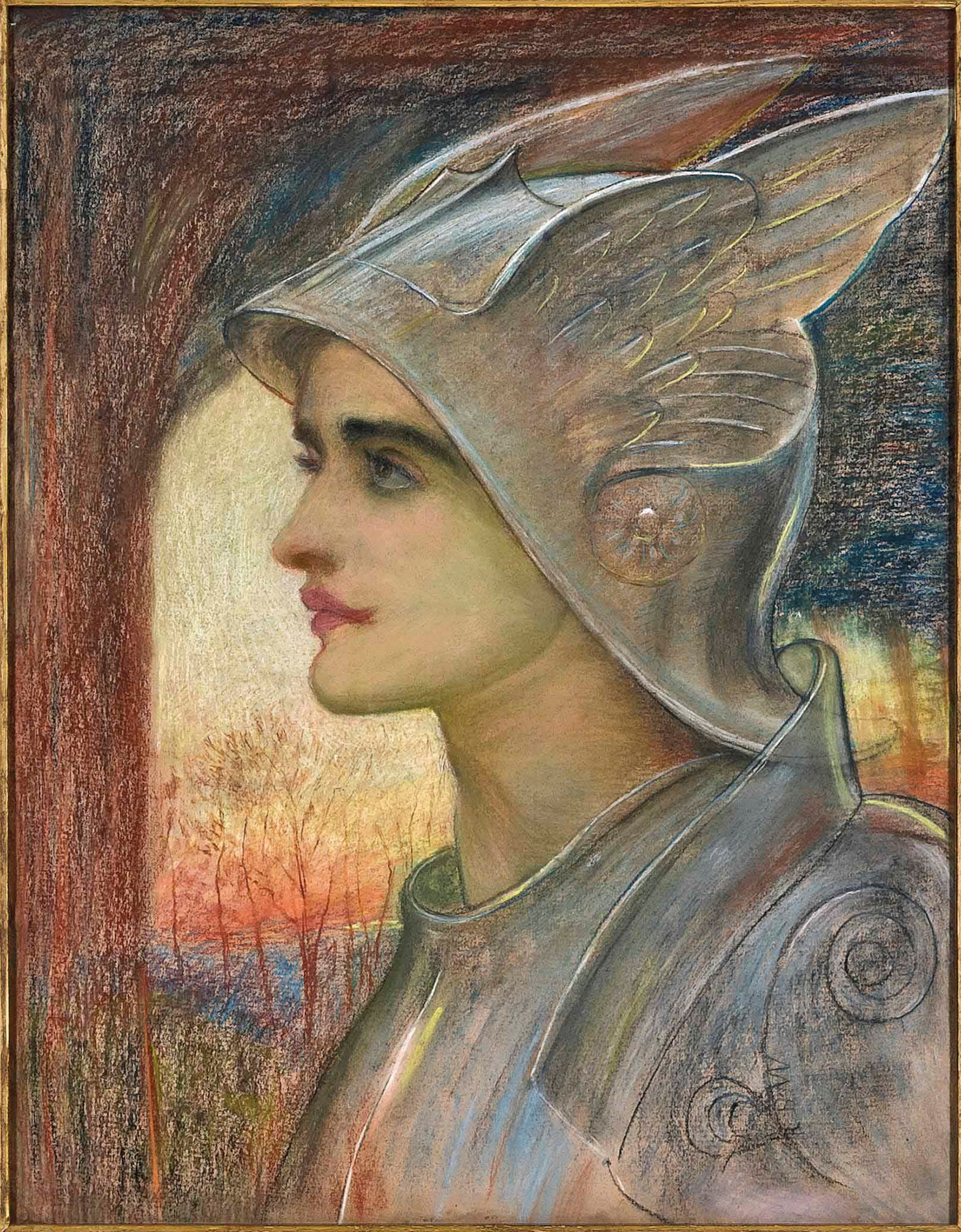
ジャンヌ・ダルク」
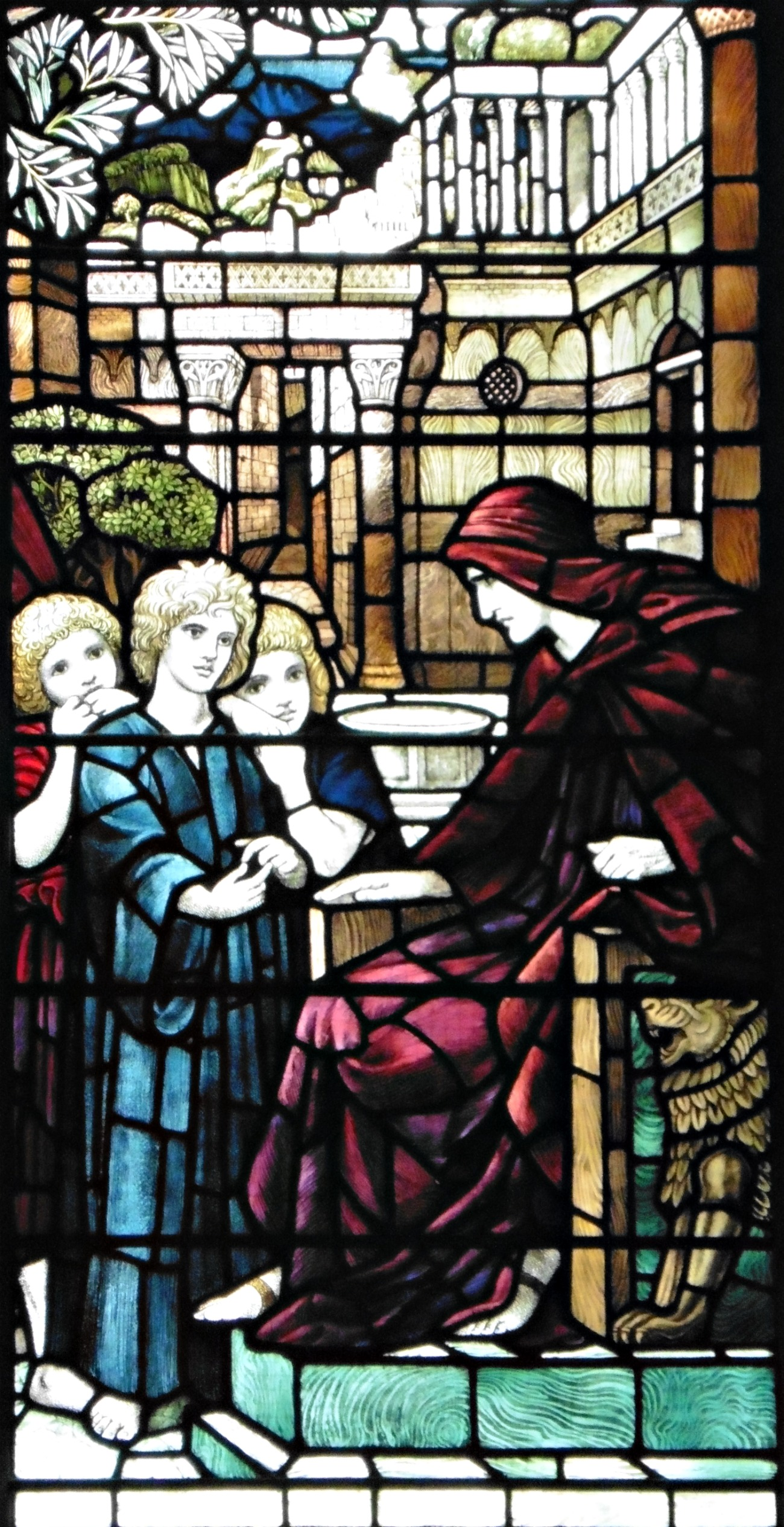
ロンドン、Holy Trinity Churcのステンドグラス
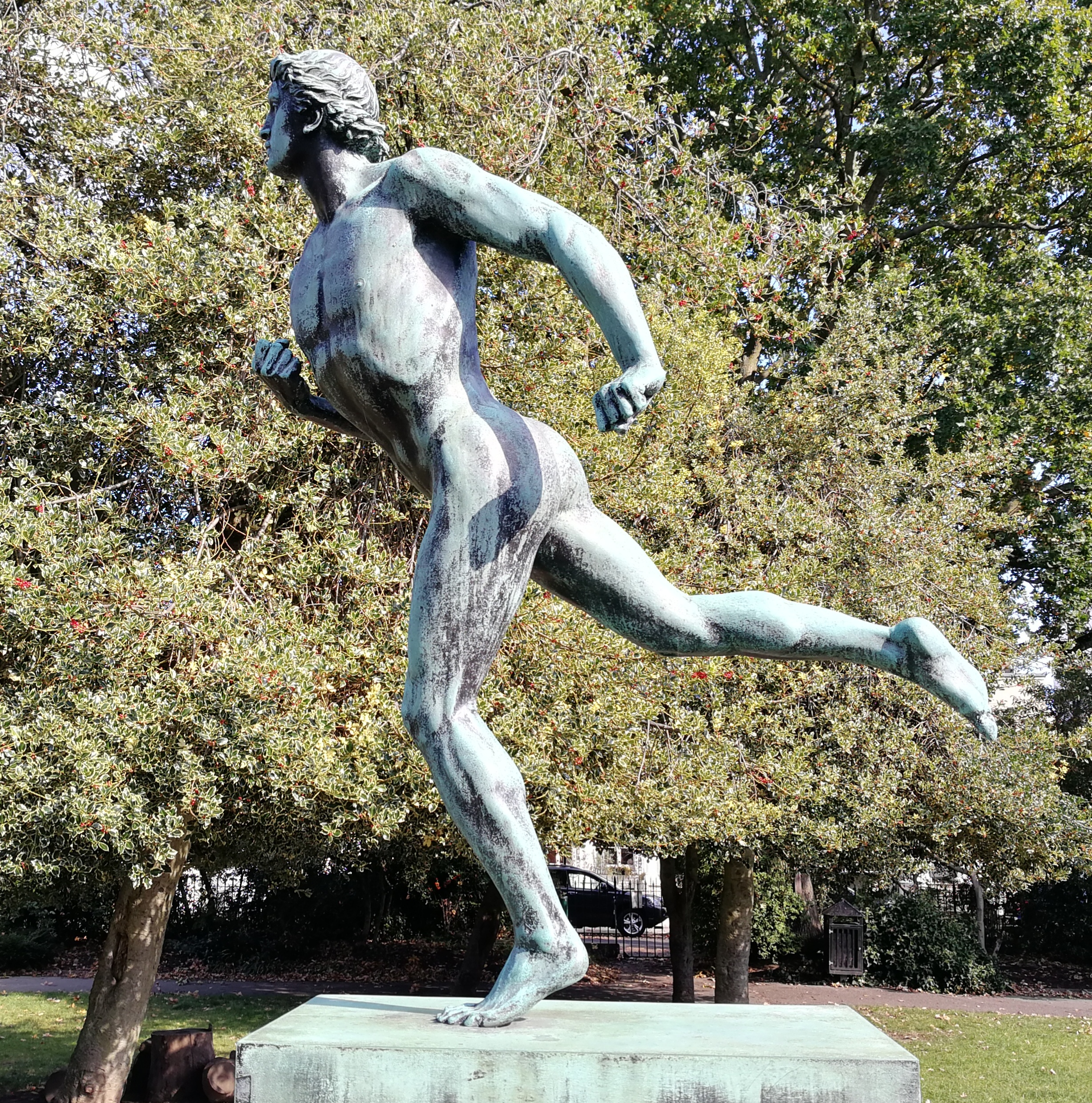
彫刻作品